# Po Saong Nyung Ceng
Po Saong Nyung Ceng (? - 1822), Po Ceng, Po Saong Nhung Cheng, ou en vietnamien Nguyễn Văn Chấn en vietnamien  (阮文振), est un gouvernant (vietnamien: Chưởng cơ ) vassal du Champā à  Panduranga. Il règne de 1799 à 1822.

## Contexte
Po Saong Nyung Ceng rejoint l'armée des  seigneurs Nguyễn dès 1790. En 1794, il est nommé uparaja (viceroi) du Champa vassal, par Nguyễn Phúc Ánh. Selon les annales vietnamiennes, il reçoit l'investiture du roi vietnamien au cours de l'« Année de la Chèvre » (1799) et succède à  Po Ladhuanpuguh (Nguyễn Văn Hào). Selon les mêmes annales, il meurt de maladie après un règne de 24 ans l'« Année du Cheval » (1822) 
et il a comme successeur Po Klan Thu.